# Ozarba orthogramma
Ozarba orthogramma là một loài bướm đêm trong họ Noctuidae.